# Баџерсвил (Индијана)
Баџерсвил (енгл. Bargersville) град је у америчкој савезној држави Индијана.

## Демографија
По попису из 2010. године број становника је 4.013, што је 1.893 (89,3%) становника више него 2000. године.
| Група             | 2000.         | 2010.         |
| Белци             | 2.092 (98,7%) | 3.777 (94,1%) |
| Афроамериканци    | 1 (0,0%)      | 45 (1,1%)     |
| Азијати           | 3 (0,1%)      | 40 (1,0%)     |
| Хиспаноамериканци | 10 (0,5%)     | 83 (2,1%)     |
| Укупно            | 2.120         | 4.013         |